# Glycaspis quornensis
Glycaspis quornensis är en insektsart som beskrevs av Moore 1970. Glycaspis quornensis ingår i släktet Glycaspis och familjen rundbladloppor. Inga underarter finns listade i Catalogue of Life.